# SingStar Deutsch Rock-Pop Vol. 2
SingStar Deutsch Rock-Pop Vol.2 es la penúltima versión exclusiva para Alemania y resto de países colindantes de lengua alemana. Se trata de una localización de 30 temas del panorama Pop-Rock alemán de artistas del momento, lo que lo convierte en una versión fresca y reciente en cuanto a canciones. 
Esta versión es distribuida en Alemania, Suiza (alemana), Austria y el Luxemburgo alemán.

## SingStar Deutsch Rock-Pop Vol.2Lista de canciones
| SingStar Deutsch Rock-Pop Vo.2 |                                              |
| 2raumwohnung                   | "36 Grad "                                   |
| Beatplanet                     | "Dreh Dich Um Und Geh"                       |
| Christina Stürmer              | "Scherbenmeer"                               |
| Die Prinzen                    | "Alles Nur Geklaut"                          |
| Die Moulinettes                | "Herr Rossi Sucht das Glück"                 |
| Helge Schneider                | "Käsebrot"                                   |
| Ich+Ich                        | "Umarme Mich"                                |
| Jan Delay                      | "Klar"                                       |
| Joy Denalane                   | "Was Auch Immer"                             |
| Juli                           | "Wir Beide"                                  |
| Killerpilze                    | "Ich Kann Auch Ohne Dich "                   |
| Kim Frank                      | "Lara"                                       |
| Luttenberger Klug              | "Super Sommer"                               |
| Madsen                         | "Du Schreibst Geschichte"                    |
| Maya Saban                     | "Hautnah"                                    |
| Mellow Mark                    | "Was Geht Ab Mit Der Liebe"                  |
| MIA                            | "Zirkus"                                     |
| Ohrbooten                      | "Bewegung"                                   |
| Oliver Pocher                  | "Schwarz Und Weiß "                          |
| Pohlmann                       | "Wenn Jetzt Sommer Wär"                      |
| Pur                            | "Ein Graues Haar"                            |
| Revolverheld                   | "Generation Rock"                            |
| Roger Cicero                   | "Zieh Die Schuhe Aus"                        |
| Rosenstolz                     | "Aus Liebe Wollt Ich Alles Wissen"           |
| RZA feat. Xavier Naidoo        | "Ich Kenne Nichts (Das So Schön Ist Wie Du)" |
| SDP                            | "Anfang Anzufangen"                          |
| Tele                           | "Mario"                                      |
| Tokio Hotel                    | "Schrei"                                     |
| Verginia Jetzt                 | "Mehr Als Das"                               |
| Wir sind Helden                | "Soundso"                                    |